# Pseudipochira
Pseudipochira es un género de escarabajos longicornios de la tribu Acanthocinini.

## Especies
- Pseudipochira albertisi Breuning, 1956
- Pseudipochira hiekei Breuning, 1966
- Pseudipochira keyensis Breuning, 1961